# Proechimys steerei
Proechimys steerei é uma espécie de roedor da família Echimyidae.
Pode ser encontrada na Bolívia, Peru e Brasil.